# Не-місце

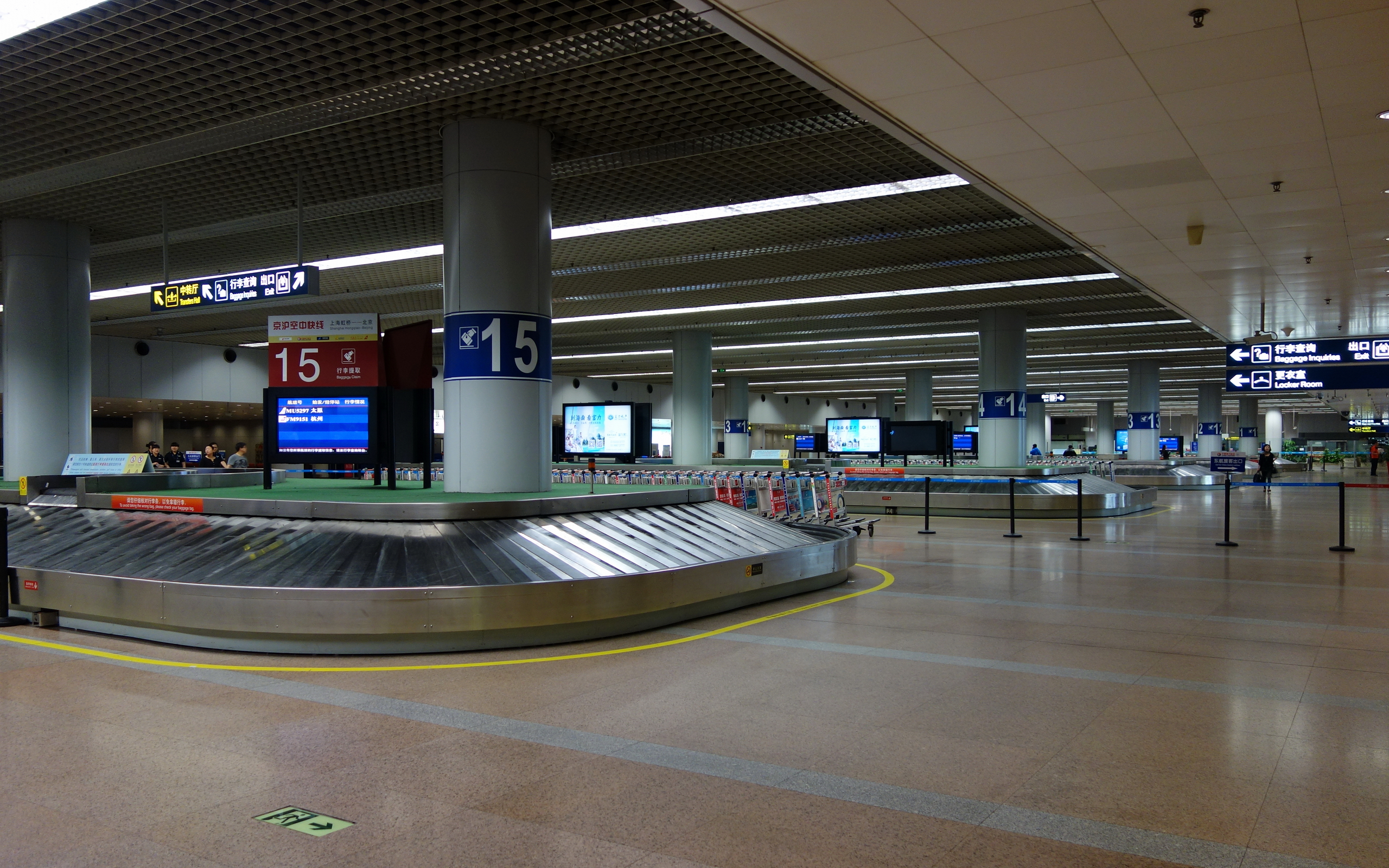
Отримання багажу в столичному міжнародному аеропорту Пекіна.

Не-місце (фр. Non-lieux) або «нічийний простір» — це неологізм, запропонований французьким антропологом Марком Оже для позначення просторів без ідентичності та історії, місць транзиту, споживання і невизначеності, де люди залишаються анонімними, і які не мають достатнього значення, щоб розглядатися як «місця» в їхньому антропологічному визначенні. Прикладами не-місць можуть бути автомагістралі, готельні номери, аеропорти та транспортні станції, тобто місця, що мають закодовану в собі «програму» їх використання, а також вулиці, транзитні міські території, площі та безликі торгівельні центри.
Термін був введений Марком Оже у його праці «Не-місця: вступ до антропології суперсучасності».
Марк Оже протиставляє поняття не-місця поняттю «антропологічного місця». Антропологічне місце пропонує людям простір, який посилює їхню ідентичність, де вони можуть зустрітися з іншими людьми, будуючи спільні соціальні зв'язки. Не-місця, навпаки, не є місцями для зустрічей, не сприяють громадотворенню, появі відчуття спільного. Нарешті, не-місце — це місце, в якому ми не живемо, в якому людина залишається анонімною та самотньою. Оже уникає оцінки не-місць і дивиться на них з точки зору етнолога, який має нове поле досліджень.
Значна дискусія щодо терміна та його тлумачення описана в працях Марка Оже під назвою «Від місць до не-місць». Розрізнення між місцями та не-місцями походить від опозиції між простором і місцем. Важливим попереднім тут є аналіз понять місця та простору, запропонований Мішелем де Серто. Простір для нього — це відвідуваний простір і перетин рухомих тіл: саме пішоходи перетворюють вулицю (геометрично визначену містобудівниками) на простір.
Сприйняття простору як не-місця суто суб'єктивне: часто будь-яка особа може розглядати будь-яке дане місце як не-місце або, навпаки, як місце, де можна зустріти соціальну взаємодію. Наприклад, торговий центр може сприйматися як не-місце людиною, яка працює там щодня. Зокрема, через 20 років після формулювання Оже, італійський антрополог Марко Лаццарі розробив дослідження на великій вибірці підлітків, яке показало, що торговельний центр є місцем, де підлітки зустрічаються не випадково і навіть не з єдиною метою шопінгу, але також для того, щоб зустрітися з друзями, розважитися і, в основному, поспілкуватись. Хоча більшість дорослих в Італії, як і в багатьох інших країнах, продовжують вважати торгові центри не-місцем, вони тісно пов'язані з ідентичністю так званого покоління «цифрових аборигенів». За словами Лаззарі, торговий центр посідає третє місце серед улюблених місць молоді, після дому та бару. Далі йдуть молодіжні центри, площі, культові споруди та розважальні заклади, такі як нічні клуби та дискотеки.